# Traillochorema rakiura
Traillochorema rakiura is een schietmot uit de familie Hydrobiosidae. De soort komt voor in het Australaziatisch gebied.